# Centro Literário
O Centro Literário foi uma das mais importantes sociedades culturais do Ceará no início do século XX. Aparecendo em 1894, essa agremiação não teve evidentemente a mesma originalidade e, em consequência, a mesma projeção nacional conseguida, dois anos antes, pela Padaria Espiritual, mas concorreu diretamente com esta, na produção literária e na projeção de poetas e escritores de nível nacional.

## História
Essa agremiação surgiu para fazer frente à Padaria Espiritual, iniciando uma disputa que agitaria ainda mais a vida literária da Província do Ceará. Em uma época de baixos níveis de alfabetização, intensa estratificação social, tais entidades em muito contribuíram para a popularização da literatura no estado.
Esse grêmio, que tanta agitação produziu na vida literária cearense em sua época, não inaugurou uma nova corrente de pensamento, como o fez a Academia Francesa; também não ostentou a originalidade da Padaria Espiritual; cujo "Programa de Instalação" logo se tornou nacionalmente famoso pela espirituosidade; mas apesar de não ter tanta projeção quanto outros movimentos da época, seu nome chegou ao Rio de Janeiro, onde também foi cercado de elogios. 
O Centro Literário não foi um grêmio como dezenas de outros que pululavam em todo o estado, nas últimas décadas do século XIX: é que, além de haver quebrado a quase tradicional transitoriedade da maioria dos agrupamentos de intelectuais da Província, conseguindo manter-se durante cerca de 10 anos, chegou a publicar uma revista, intitulada Iracema, e reuniu o maior número, talvez, de sócios já observado entre as agremiações, sendo que, ao lado do aspecto quantitativo pesava fortemente o qualitativo, tal a envergadura intelectual de grande parte de seus componentes.
Esses sócios,- entretanto, não ingressaram todos de uma só vez, nem de duas, nem mesmo de três: fundado no dia 27 de setembro de 1894, dois dias depois o jornal A República noticiava sua instalação, dele dizendo: "Isento do vírus contaminoso e letal do exclusivismo, combaterá em prol de todas as ideias alevantadas, visando torná-las do embrião à realidade pelo consentâneo e mútuo auxílio de todos por um." Em seguida vem a lista dos sócios.

## Primeiros sócios
- Juvenal Galeno
- Viana de  Carvalho
- Temístocles Machado
- Pápi Júnior
- Álvaro Martins
- Luis Agassiz
- Pedro Moniz
- Rodolfo Teófilo
- Alves Lima
- José Olimpio
- Otacílio de Oliveira
- Ulisses Sarmento
- Francisco Barreto
- João Barreto
- Bonfim Sobrinho
- Alfredo Severo
- Tancredo de Melo
- Jovino Guedes
- Quintino Cunha
- Frota Pessoa
- Eduardo Sabóia
- Alcides Mendes
- Farias Brito
- Bruno de Sabóia
- Almeida Braga
- Belfort Teixeira

## Membros de 1895
Da primeira lista se destacam alguns nomes que ainda hoje brilham com intensidade, outros são ainda lembrados por quem lida com a literatura, mas alguns, porém, mergulharam no esquecimento completo. Assim é que, da lista de sócios que foram relatados no ano seguinte, ou seja, 1895, resolve-se reduzir o  número de sócios para 30, assinalando as presenças de: 
- 1 Guilherme Studart
- 2 Pápi Júnior
- 3 Pedro Moniz
- 4 Álvaro Martins
- 5 Frota Pessoa
- 6 Viana de Carvalho
- 7 Francisco Carneiro
- 8 Francisco Matos
- 9 Antônio Ivo
- 10 Rodrigues de Carvalho
- 11 Soares Bulcão
- 12 Temístocles Machado
- 13 Joaquim Carneiro
- 14 Aníbal Teófilo
- 15 Marcolino Fagundes
- 16 João Lopes Ribeiro
- 17 Matos Guerra
- 18 Nabor Drummond
- 19 Alfredo Severo
- 20 Francisco Xavier de Castro
- 21 Fernando Weyne
- 22 Padua Mamede
- 23 Alcides Mendes
- 24 Joaquim Fabricio de Barros
- 25 Martinho Rodrigues
- 26 Farias Brito
- 27 Antônio Bezerra
- 28 Justiniano de Serpa
- 29 José Lino da Justa
- 30 Fiúza de Pontes

## Limiar do século XIX
A  partir de 1896, diminuíram sensivelmente as atividades do grêmio: sua revista, Iracema, criada em abril de 1895, ainda circulou por todo o ano seguinte, ao fim do qual se extinguiu. Mas tanto é verdade que não havia mais aquele entusiasmo dos primeiros tempos, que Antônio Sales, escrevendo a respeito da literatura no Ceará, dizia haverem-se extinguido "quase ao mesmo tempo" a Padaria Espiritual e o Centro Literário, "por morte ou expatriamento da maioria dos seus membros.
Entretanto, o Centro Literário ainda lutou por vários anos, vindo a desaparecer somente em 1904, ou início de 1905 (segundo constatou Dolor Barreira), durando, por conseguinte, cerca de dez anos. Antônio Sales, porém, certamente pelo fato de residir no Rio de Janeiro nos primeiros anos do século XX, não chegou a tomar conhecimento da reorganização do grêmio, que teve lugar em 1900.

## A reorganização de 1900
Rodrigues de Carvalho, assumindo a presidência da entidade em 1900, convocou alguns sócios, a fim de fazer renascer o entusiasmo que os impelira na década de 1890. Revigorado nos fins de 1900, o Centro Literário ainda resistiria, como foi dito, por mais quatro anos, aproximadamente. Após essa reorganização, diversos novos sócios foram incorporados, unindo-se aos remanescentes, entre eles destacam-se: Álvaro Bomílcar, Alba Valdez, Eurico Facó, Henrique Castriciano, José Albano, e Ulisses Bezerra (Frivolino Catavento). 

## Presidentes
Ao longo de sua existência, esteve o Centro Literário sob as presidências de: 
- Temístocles Machado,
- Guilherme Studart,
- José Lino da Justa,
- Pápi Júnior,
- Rodrigues de Carvalho.